# Tonino Domenicali
Tonino Domenicali (Serravalle, 18 febbraio 1936 – Berra, 4 luglio 2002) è stato un ciclista su strada, pistard e dirigente sportivo italiano.
Professionista dal 1957 al 1966, fu campione olimpico nell'inseguimento a squadre ai Giochi di Melbourne 1956.

## Carriera
Trasferitosi con la famiglia a Milano nel 1945, iniziò la sua carriera ciclistica nel 1952, a 16 anni, vincendo il campionato lombardo su strada con la maglia della "Macallesi". Nel settore "allievi" vinse 32 corse su strada.
Nel 1954 passò alla squadra del Pedale Monzese e vinse la Coppa Adriana, valida per il campionato italiano di inseguimento a squadre. Passò quindi all'Aurora Desio nel 1956, con la quale vinse la medaglia d'oro "Emilio Gardiol" (velocità su pista), il campionato italiano di inseguimento a squadre su strada.
Ai Giochi della XVI Olimpiade di Melbourne dello stesso anno, vinse la medaglia d'oro nell'inseguimento a squadre su pista con Leandro Faggin, Valentino Gasparella, Franco Gandini e Virginio Pizzali.
Passò quindi alla categoria dei professionisti, gareggiando dal 1957 al 1965 con diverse squadre (Asborno, Ignis, Bianchi e GBC).
Vinse sei corse (tra cui il "Gran premio Faema" a Chignolo Po, valido come premondiale) e partecipò a tre edizioni del Giro d'Italia.
Nel 1960 stabilì il record dell'ora dietro moto leggere e nel 1963 vinse il campionato italiano Stayers.

## Palmarès

### Pista
- 1956

Giochi olimpici, Inseguimento a squadre

### Strada
- 1957

Coppa Mostra del Tessile
- 1960

Gran Premio Faema-Chignolo Po

## Piazzamenti

### Grandi giri
- Giro d'Italia

1958: ritirato (3ª tappa)
1960: 97º
1961: ritirato